# Uberella
Genre
Uberella est un genre de mollusques gastéropodes de la famille des Naticidae. L'espèce-type est Uberella vitrea.

## Liste d'espèces
Selon World Register of Marine Species (29 octobre 2017) :
- Uberella alacris Dell, 1956
- Uberella barrierensis (Marwick, 1924)
- Uberella denticulifera (Marwick, 1924)
- Uberella keyesi Marwick, 1965 †
- Uberella maesta (Marwick, 1924) †
- Uberella marwicki Powell, 1935 †
- Uberella pseudovitrea (Finlay, 1924) †
- Uberella pukeuriensis (Marwick, 1924) †
- Uberella simulans (E. A. Smith, 1906)
- Uberella vitrea (Hutton, 1873)